# Maria Duławska
Maria Duławska (ur. 31 marca 1942 w Hrubieszowie) – poetka, prozaik, publicystka i pedagog.

## Życiorys
Studia zakończone uzyskaniem magisterium w zakresie filologii polskiej odbyła w Wyższej Szkole Pedagogicznej w Rzeszowie (1969–1978). Od 1967 r. członek ZNP, od 1983 r. członek Nauczycielskiego Klubu Literackiego, a od 1985r. pełniła funkcję prezesa tego Klubu, jednocześnie też w latach 1995–2000 pełniła funkcję prezesa Nauczycielskiego Klubu Literackiego im. J. Czechowicza w Lublinie. Debiutowała w 1983 r. fraszkami w „Zielonym Sztandarze”, a wiersz pt. Rotunda wydrukowany w 1986 r. w „Tygodniku Zamojskim”, był startem do publikacji. Debiut książkowy to Otwarcie dłoni, wydane w 1990 r. Książka otrzymała nagrody i wyróżnienia w ponad piętnastu konkursach.
W „Tygodniku Zamojskim” i „Kronice Zamojskiej” była redaktorką „Szuflady” – rubryki informującej o życiu, twórczości poetów, muzyków, plastyków, współpracowała też z „Zamojskim Kwartalnikiem Kulturalnym” i „Kroniką Tygodnia”. Prowadziła działalność na rzecz dzieci organizując; Gwiazdki dla dzieci z Domów Dziecka, zabawy i występy na Dzień Dziecka. Wsparła akcję „Książki dla szkół polskich we Lwowie” 
W 1997 r. została członkiem Związku Literatów Polskich.
Laureatka nagród resortowych: Ministra Edukacji Narodowej II stopnia, Wojewody Zamojskiego, Prezydenta Zamościa, Kuratora i Inspektora Oświaty i Dyrektora Szkoły, a także odznaczona Złotym Krzyżem Zasługi i Złotą Odznaką ZNP. Za działalność i twórczość literacką otrzymała Nagrodę Literacką Głosu Nauczycielskiego i Dyplom Ministra Dziedzictwa Narodowego, Odznakę Zasłużony Działacz Kultury oraz wiele nagród, dyplomów od władz Zamościa. Organizatorka Ogólnopolskich Plenerów Poetycko-Plastycznych i Ogólnopolskiego Konkursu Poezji Metafizycznej w Zamościu.

## Twórczość
- Otwarcie dłoni / wiersze/ Zamość, Zamojskie Towarzystwo Przyjaciół Nauk, 1990. 28 s.1 portr, 21 cm
- Twój zakaz jak nakaz /fraszki/ Warszawa, Wyd. IBiS, 1995, 54 s, 16 cm
- Łagodność słowa /wiersze/ Zamość, Nauczycielski Klub Literacki,1996, 66, s. 1 portr. 21 cm
- Nim przyjdzie sen / wiersze dla dzieci / Zamość, NKL, 1997, 26 s. il. kolor.; 27 cm
- Zamojskie księżyce / wiersze dla dzieci / Die Monde von Zamość; Le lune di Zamość; Zamość Moos, Zamość, NKL, 2003 24 s.: il. kolor.; 14
- Bez parawanu / fraszki i aforyzmy / Zamość, NKL, 2005,111 s. 13 cm
- Zwierzajki / wiersze, baśnie i bajki / Zamość NKL, 2008, 103 s. il. kolor.  21 x 29 cm
- Wielki kłopot małej Kasi i …/sztuki teatralne/ Zamość, 2008 r. Biblioteka Publiczna Gminy Zamość w Sitańcu, 64 s. okł. kolor, 21 cm
- Niepokorność pejzażu/ wiersze/ Zamość, 2010r.
- Słowem w mur/ fraszki i aforyzmy/ Zamość, 2010r.
- Zaproszenie do zoo / wiersze o zwierzętach/ Zamość, 2011r.
- Dama kier walet pik / fraszki, aforyzmy, limeryki/ Lublin, 2012r.
- Literkowo / wiersze dla dzieci / Lublin, 2014r.